# Албанское восстание (1911)

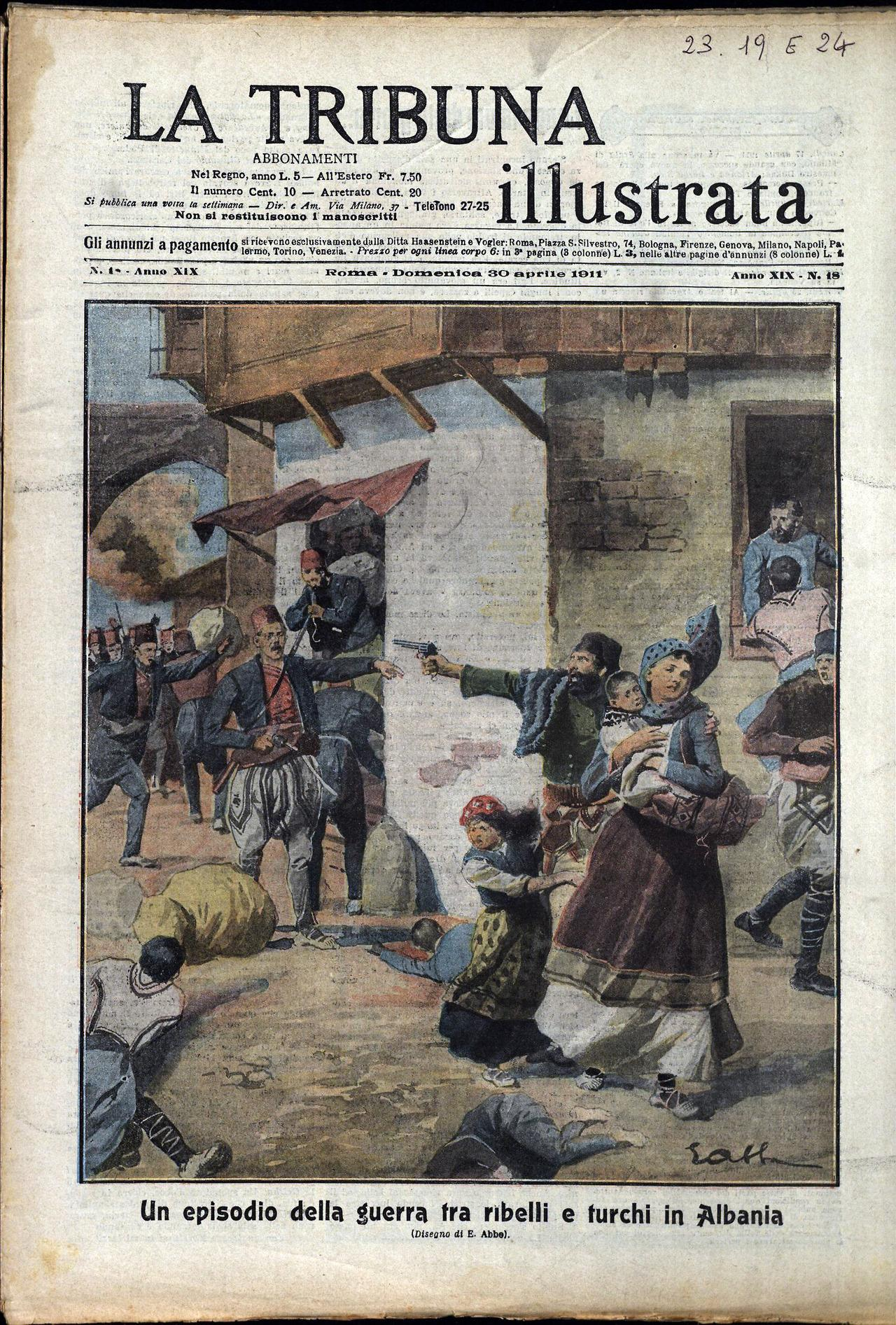
Обложка журнала, посвящённая восстанию

Алба́нское восста́ние 1911 го́да (алб. Kryengritja shqiptare e vitit 1911) — одно из албанских восстаний, направленных против турецкого ига. Происходило с 24 марта 1911 по 4 августа 1911 в регионе Малесия.
Началось в марте 1911 года на севере страны. Главный очаг восстания находился на северо-западе в горном районе у Шкодера. Повстанцы выдвинули программу автономии Албании, так называемую «Красную книгу», которая получила широкую поддержку по всей стране. В июле 1911 восстание охватило значительные районы южной и центральной Албании. Основную массу повстанцев составляли крестьяне. Восставшие отказывались платить налоги, служить в турецком войске, выгоняли турецких чиновников, нападали на турецкие гарнизоны.
Слабая организованность, недостаток вооружения и продовольствия, измена части руководства, которое пошло на соглашение с турецкими властями, согласившихся выполнить часть требований повстанцев, а также политика Австро-Венгрии и некоторых других стран привели к поражению восстания в августе 1911 года.

## Подготовка

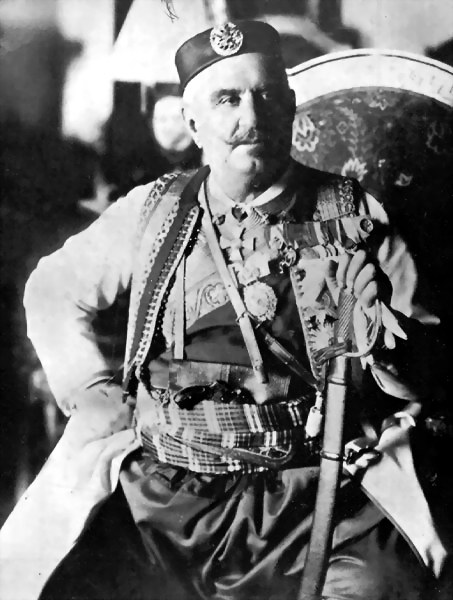
Никола I Петрович

Королевство Черногория и король Никола I Петрович поддержали готовившееся восстание. Основной штаб повстанцев находился в Подгорице и король Никола обеспечил повстанцев оружием. Хотя и король Никола и принц Данило уверяли османского посла, что они соблюдают «строжайший нейтралитет», было очевидно, что Королевство Черногория участвовало в этом восстании. Генерал Вукотич организовал раздачу оружия повстанцам. Стратегия короля Николы состояла в том, чтобы стимулировать беспорядки в северной Албании и северо-западной части Косова до точки, где он мог бы вмешаться и в конечном итоге присоединить большую часть этих территорий к Черногории. Большинство современных исследований подтверждают что на это восстание албанцев вдохновила Черногория.
Во время албанского восстания 1910 года многие албанские беженцы нашли приют в Черногории. В конце марта 1911 года Королевство Черногория заставило их вернуться в вилайет Косово. Тысячи беженцев совместно с албанскими католическими племенами устроили албанского восстание в 1911 года.
В феврале 1911 года в Подгорице был организован Национальный комитет Албании. На встрече Комитета, состоявшемся в Подгорице от 2 до 4 февраля 1911 года, под руководством Николлы бека Иваная и Сокола Баци Ивезая, было решено организовать восстание.

## Восстание в Малесии

### Начало восстания
Войска Черногории поддержали восстание и захватили 12 османских солдат и заключили их под стражу в Подгорице.
Первая серьёзная попытка османского правительства подавить восстание привела к битве при Дечике. Теренцио Точчи собрал миртистских военачальников 26 апреля 1911 года в Ороше, провозгласил независимость Албании, поднял флаг Албании. По данным историка Роберта Элси флаг был поднят впервые после смерти Скандербега. Тогда же было основано временное правительство. Шефет Тургут Паша хотел встретить эту угрозу и вернулся в регион с 8.000 солдатами. Как только 11 мая он добрался до Шкодера, он опубликовал общее провозглашение, в котором было объявлено военное положение, и предложил амнистию всем мятежникам (за исключением вождей восстания), если они немедленно вернутся в свои дома. После того, как войска Османской империи вошли в район, Точчи бежал из империи, отказавшись от своей деятельности.
14 мая, через три дня после его прокламации, Шефет Тургут Паша приказал своим войскам захватить Дечич, холм, с которого был виден Тузи. Шестьдесят албанских вождей отвергли требования Тургут Паши на их встрече в Подгорице 18 мая. После почти месяца интенсивных боёв повстанцы оказались в ловушке, и их единственным выбором было либо умереть в бою, либо сдаться, либо бежать в Черногорию. Большинство повстанцев предпочли бежать в Черногорию, которая стала базой для большого числа повстанцев, решивших напасть на Османскую империю. В конце мая Исмаил Кемаль Бей и Тиранли Кемаль Бек отправились из Италии в Черногорию и встретились с повстанцами, чтобы убедить их принять националистическую повестку дня, что они в конце концов сделали. 12 июня Порта преждевременно объявила, что восстание закончилось.

### Герченский меморандум
По инициативе Исмаила Кемали 23 июня 1911 года в деревне Герче в Черногории было состоялась собрание племенных вождей восстания для того, чтобы принять «Герченский меморандум» (иногда называемый «Красной книгой» из-за цвета его обложки) с их просьбами как к Османской империи, так и к Европе (в частности, к Великобритании). Этот меморандум был подписан 22 албанскими вождями: по четыре от каждого из племён Хоти, Груд и Шкрель, пять от Кастрати, три от Клементи и два от Шале.

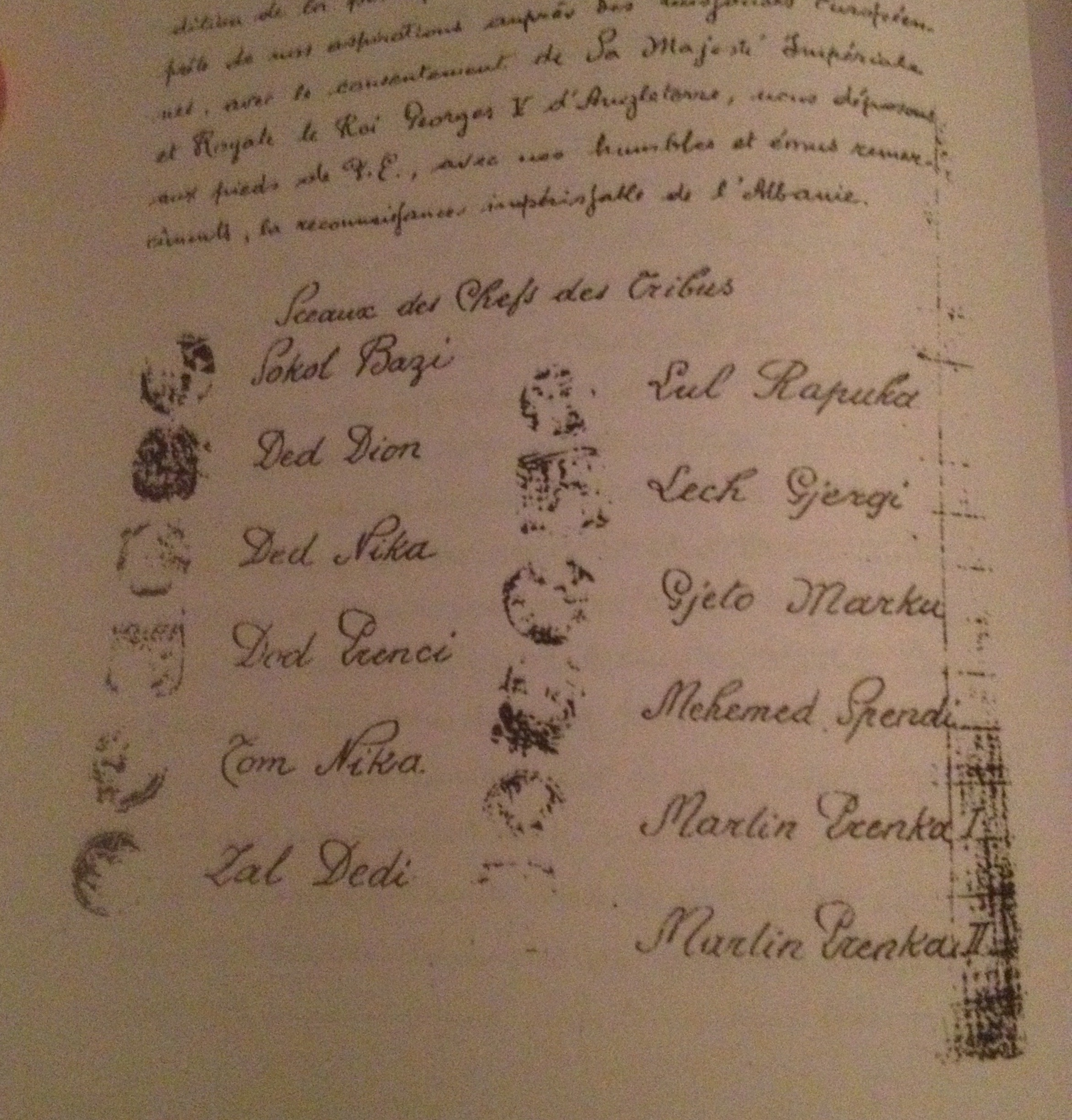

Меморандум содержал следующие требования:
- Всеобщая амнистия для всех участников восстания
- Требование признания албанской национальности
- Избрание депутатов албанской этнической принадлежности в Оттоманский парламент в соответствии с пропорциональной системой
- Албанский язык в школах
- Губернатор и другие назначенные высокие должностные лица должны знать албанский язык, а все другие должности в администрации должны быть зарезервированы только для людей албанской национальности
- Мужчины, которые являются этническими албанцами, служат армии только в Албании в мирное время
- Конфискованное оружие, подлежащее возврату
- Всё албанское имущество, которому причинили урон оттоманские войска, должно быть компенсировано

Меморандум был представлен представителям Великих держав в Цетине, Черногория. Это был в основном ответ на амнистию, предложенную оттоманским военным командиром Шефкетом Тургут Пашой.

### Деятельность великих держав

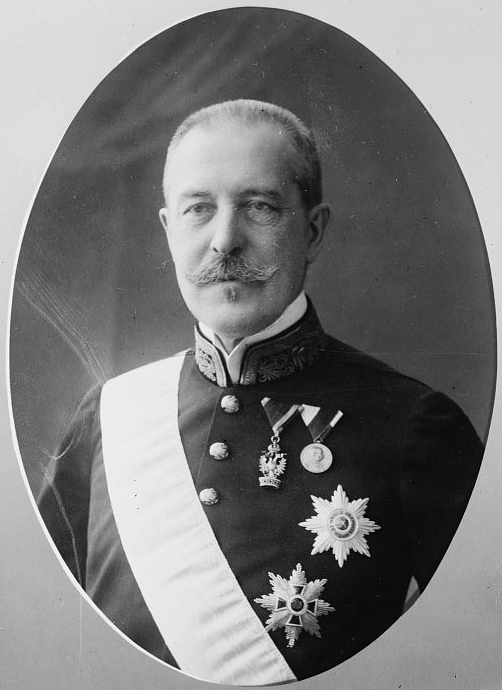
Фон Аэхенталь отправил ноту с предупреждением в Порту

В конце мая 1911 года Россия протестовала против военных действий Османской армии недалеко от границы с Черногорией и отправила ноту министру иностранных дел Османской империи. Российская империя очень хотела участвовать в усилиях по урегулированию кризиса, потому что опасалась, что Австро-Венгрия может усилить свое влияние в Черногории и использовать кризис для вторжения и присоединения Албании. Сербия и Италия также считали, что Австро-Венгрия несёт ответственность за восстание в Албании и подозревает, что Австрия планирует вторгнуться в Албанию. Британский посол в Вене отверг возможность того, что Австро-Венгрия была причиной восстания.
8 июня министр иностранных дел Австро-Венгрии фон Эхенталь издал полуофициальную ноту в адрес Османской империи и сообщил Порте, что османские репрессии против католических племён не будут проигнорированы, и если это будет продолжаться Австро-Венгрия примет меры. Австрийское вмешательство в поддержку повстанцев было настоятельно рекомендовано католическими журналами в Вене.

### Неудачные попытки организовать восстание на севере и юге Албании
Албанские восстания в период до первой балканской войны были организованы в основном в регионе Малезии. Иса Болетини, один из лидеров албанских повстанцев в вилайете Косово, написал 23 марта 1911 года прокламацию, адресованную албанцам на юге, чтобы албанцы вилайета Косово присоединились к восстанию. Он направил своих эмиссаров 15 апреля 1911 года, чтобы передать своё воззвание южным повстанцам. Одной из главных задач «Чёрного общества спасения» было организовать восстания на южных территориях. Члены общества организовали встречу в Колонье. На встрече присутствовали эмиссары из вилайета Косово, которые доставили прошение Исы Болетини. Руководители общества решили на этом совещании организовать группы вооружённых повстанцев и начать восстание на юге в начале июня 1911 года. Обществу удалось создать комитеты в нескольких городах, включая Корчу, Эльбасан, Дебар и Охрид, но он не смог поддерживать контроль над ними, потому что каждый комитет действовал в своём собственном направлении.

## Подавление восстания
После битвы при Дечике Османское правительство приняло решение о мирных средствах подавления восстания, потому что частые столкновения с албанцами привлекали внимание европейских великих держав.
11 июня султан Мехмед V посетил Скопье, где его с энтузиазмом встретили местное население вместе с двумя албанскими вождями, которые поклялись в верности османскому султану. 15 июня, в день битвы за Косово, он посетил место исторической битвы, где его встретили 100 000 человек. Во время своего визита в вилайет Косово он подписал общую амнистию для всех участников албанских восстаний 1910 и 1911 годов. Его приветствовал хор Сербской православной семинарии с турецкими песнями и вице-консул Милан Ракич собрал большой контингент сербов, но многие албанцы бойкотировали это событие.
Оттоманским представителям удалось разобраться с лидерами албанских повстанцев в вилаете Косово и вилаетом Скутари по отдельности, потому что они не были едины и не имели центрального управления. Оттоманской империи удалось умиротворить северных албанских малисоров (горцев) со стороны вилаета Скутари, достигнув компромисса во время встречи в Подгорице. Чтобы решить проблемы на юге, представители Османской империи пригласили южноалбанских лидеров на встречу в Тепелене 18 августа 1911 года. Они обещали удовлетворить большинство своих требований, таких как всеобщая амнистия, открытие албаноязычных школ и ограничение военной служба для албанцев только территорией вилайетов со значительным албанским населением. Другие требования включали требование о том, чтобы административные должностные лица изучали албанский язык и разрешение владеть оружием.

## Последствия
Албанское восстание 1911 года стимулировало турецкий национализм, поскольку оно доказало, что невозможно сохранить единство населения Османской империи даже в случае с мусульманским населением. Несмотря на неудачу восстания, оно оказало значительное влияние на развитие освободительной борьбы албанцев и усилило политический кризис в Османской империи.
Черногорский король Никола написал в 1911 году в честь этого восстания стихотворение «Малисорское восстание» (Малисорски устанак).